# Urzica
Urzica é uma comuna romena localizada no distrito de Olt, na região de Oltênia. A comuna possui uma área de 28.64 km² e sua população era de 2366 habitantes segundo o censo de 2007.